# Система
Система је руска борилачка вештина која је првенствено настала за потребе руских специјалних јединица „Спецназ“. Тренинзи укључују: енгл. „hand-to-hand“ борбу у стојећем ставу, греплинг-борбу на земљи, борбу ножем и борбу ватреним оружјем, односно одбрана од напада оружијем у непосредној близини. У Системи, очекује се да тело буде без тензије, издржљиво, флексибилно, да буде у стању да брзо одреагује и „експлодира“ у тренутку, док се од људи који тренирају очекује да не буду нервозни, иритантни, плашљиви, да се сажаљевају над собом а опет нити да буду превише самопоуздани.
Тренинзи се у великоме односе на вежбе дисања, релаксације и течног кретања као и прослеђивање силе противника и преусмеравање исте у своју корист. Такође у овом спорту се вежба задавања удараца свим деловима тела који се сматрају зглобом и тиме су у могућности задавања истог. Као дисциплина, постаје све више употребљивана од стране полиције и приватног обезбеђења, укључујући специјалних јединица неких земаља.

## Оснивачи Система

### Михаил Рјабко
Пуковник јединице за специјалне операције руске војске, директор и главни инструктор Система штаба у Москви.
Почео је са тренинзима од своје пете године, а од своје петнаесте је почео да се бави борилачким вештинама. Радио је у Министарству унутрашњих послова Руске федерације (рус. Министерство внутренних дел, МВД, Ministerstvo Vnutrennikh Del, MVD) трениравши лично обезбеђење министра. Био је командант тактичке јединице за спашавање таоца, противтерористичких операција, и неутрализацију наоружаних терориста. Михаил живи у Москви, има чин пуковника и био је помоћник главног тужиоца Руске федерације. Рјабко је ветеран који је био у бројним војним акцијама такође је и поносни носилац бројних одликовања и награда које је добио од Руске православне цркве.
И данас наставља са тренирањем нових ученика као један од главних мајстора Системе у свету.

### Владимир Василиев
Директор и главни инструктор Система штаба у Торонту.
Рођен y Русији, Владимир Василиев је имао интензивну борбену обуку и посебну Система обуку коју му је држао Рјабко. Владимир се затим преселио у Канаду, а 1993. године основао прву школу (рус. Система) изван главног Система седишта у Русији.
Од тада је лично обучио преко 600 сертификованих и квалификованих (рус. Система) инструктора и школа у више од 40 земаља широм света, такође је снимио и награђивану колекцију инструкционих филмова.
Владимир је поносни добитник великог броја државних медаља и признања, укључујући Рускi „Орден части" (рус. „Орден Почёта“) и „Орден верности“ (рус. „Святого апостола Андрея Первозванного“). Он нуди редовну обуку у својој школи у Торонту, на међународним семинарима и камповима и путем Система видео програма.

## Хомо Луденс
Homo Ludens је интегрална борилачка вештина у чијој је основи дугогодишње искуство са руским борилачким вештинама оснивача Александра Костића.
Услед дванаест година константног рада са Владимиром, у чијој шкоји у Канади је био његов први асистент паралелно је почео да путује по свету на позив различитих клубова зарад одржавања семинара система. Путујући и одржавајући семинаре по Европи, Северној Америци, Азији и Аустралији, имао је част да се сусретне и ради са великим бројем познатих инструктора из различитих борилачких вештина. Све су то утицаји који су допринели постепеном обликовању његовог приступа борилачким вештинама. Главни утицај је појава ММА (енгл. Mixed Martial Arts), почетком [1990e|90]-их година који постаје осовина савременог борења. Александар је имао част да учествује на првом семинару браће Граци у Торонту, почетком [1990e|90]-их и то му је много помогло у развијању „homo ludens“-a.
Други утицаји при оснивању ове борилачке вештине су везани за самоодбранбене системе израелског порекла, борилачка вештина Крав мага.
Тотално одвајање од званичног руског система се догодило 2008. године и тада је дошло до формирања специфичне методологије која нема фиксне оквире (систем без система), него се заснива на принципима који служе као параметри приступу који је у константној динамичкој промени као што је принцим „шта ако...“. У свакодневној ситуацији, људи који се баве борилачким вештинама у разговору са својим пријатељима се често налазе у позицији тестирања, тј увек постоји неко ко ће поставити неко од питања са „шта ако...“ („ све је то лепо, али ШТА АКО ја теби урадим ово или кренем овако...“) што значи да се на тренингу свесно постављају питања и одмах тестирају могућности, без превише теоретисања.
Принцип теста, који је увек „фул контакт“ (свака врста рада мора да у својој основи има принцип реалности, односно да се тестира под пуним отпором, тј реалном ситуацијом).
Једна од принципа који се поштују у раду јесте принцип анархије, (инструктор је само један међу осталима који је подложан тесту својих ученика).

## Оснивач

### Александар Костић
Почео је да тренира карате још у основној школи у клубу „земунска младост“, где се и такмичио као јуниор. После служења у тадашњој ЈНА 1986. године, наставља са тренинзима код познатог тренера Окујаме у Торонту, од кога добија мајсторско звање 2. дан. При том се такмичио као сениор. Средином 80-их у Канади истражује и друге борилачке вештине, бави се кик боксом, тајландским боксом, а највећи утисак на њега оставља модификовани и модернизовани Хапкидо који је вежбао код једног од најпознатијих корејских мајстора борења, Хванг Ин Шик, који је уједно играо и у ранијим филмовима „Млади Учитељ“ и „Владар змаја“ са Џеки Ченом, чији је учитељ и био. 
Са бразилском џијуџицом се сусреће на првом семинару Хојс и Хорион Грејсија у Канади и то је било нешто што му је променило поглед на борење. Са Владимиром се сусрео 1995. године и постао је страствени вежбач системе. Док је тренирао код Владимира, одлази у Русију где се сусреће са стиловима рус. Любки, М. Рябко, Кадочникова, Славяно-горицкая борба и Скобарь.
Временом постаје инструктор, затим водећи инструктор школе (једно време је редовно водио тренинге у школи), и интернационални инструктор системе, од тада путује по свету и држи семинаре. Док је тренирао код Владимира, експлоатисао је појаву ММА која је тада била у зачетку, са ММА борцем Антонијем "Пато" Карваљом од кога учи основе ММА борења и са којим постаје велики пријатељ.
Такође временом гради своје виђење борења и своју методологију рада Хомо Луденс која у себе уклапа разне контактне борилачке вештине (највише [ММА]), али у чијој је основи методологија руског система.
У филозофији Хомо Луденс је потенцирање индивидуације напреднијих студената у смислу развијања личног пута и перцепције борења, тј остављања личног печата у свом раду, а не само стриктно понављање потеза и увежбавања рутине.